# Mel Daniels
Melvin Joe Daniels (Detroit, Michigan, 20 de juliol de 1944 - Sheridan, Indiana, 30 d'octubre de 2015) va ser un jugador de bàsquet estatunidenc que va jugar 8 temporades en l'ABA i una més en l'NBA. Amb 2,06 metres d'alçada, jugava en la posició de pivot.

## Trajectòria esportiva

### Universitat
Va jugar durant tres temporades amb els Lobos de la Universitat de Nou Mèxic, en les quals va tenir una mitjana de 20 punts i 11 rebots per partit.

### Professional
Va ser escollit en la setena posició del draft de 1967 pels Cincinnati Royals, i pels Minnesota Muskies de l'ABA. Va escollir jugar en l'ABA, i va esdevenir un dels jugadors més importants d'aquesta lliga.
Daniels va ser el Rookie de la temporada 1967-68 en l'ABA abans de ser transferit als Indiana Pacers, llavors membre de l'ABA i actualment de l'NBA. Daniels va ser el MVP de l'ABA en els anys 1969 i 1971, a més va liderar als Pacers durant tres campionats de l'ABA. Daniels va jugar en l'ABA All-Star Games, i va ser nomenat MVP de l'ABA All-Star Game el 1971. Daniels va aconseguir molt bones estadístiques de rebots i va esdevenir el líder de l'ABA en el total de rebots (9.494) i en la mitjana de rebots per partit (15,1 rebots per partit). Daniels va jugar breument per a l'NBA en els New York Nets en la temporada 1976-77.
Després de la seva etapa com a jugador, Daniels es va unir a l'equip tècnic del seu antic entrenador Bob King, a l'Estat d'Indiana, on va entrenar l'estrella Larry Bird. Daniels va entrar com a dirigent en els Indiana Pacers el 1986 i va treballar com a Director de personal de jugadors.
Des de 2012, Daniels va formar part del Naismith Memorial Basketball Hall of Fame a Springfield, Massachusetts, al costat de jugadors de l'ABA com: Connie Hawkins (1992), Dan Issel (1993) i David Thompson (1996).
Daniels és un dels quatre jugadors que tenen retirat un nombre (#34) en els Indiana Pacers (els altres són Roger Brown, Reggie Miller i George McGinnis).